# Sju dagar för Elisabeth
Sju dagar för Elisabeth (originaltitel Syv dager for Elisabeth) är en norsk svartvit stumfilm (komedi) från 1927 i regi av Leif Sinding. I rollerna ses bland andra Magda Holm, Haakon Hjelde och Ellen Sinding.
Filmen gjordes för produktionsbolaget Svalefilm och premiärvisades den 28 november 1927 i Norge. I Sverige hade filmen premiär den 16 januari 1928.

## Rollista
- Magda Holm – Elisabeth Borg
- Haakon Hjelde – Rolf Heller
- Ellen Sinding – Lucie Breien
- Hilda Fredriksen – Henriette Kaspar
- Ragnvald Wingar – Joachim Jensen, kolportör
- Emmy Worm-Müller – Josefine Hansen
- Ulf Selmer – Frantz Markel
- Per Kvist – Gunnar Erlind, lektor
- Rolf Knudssøn – Jan Drescher von Crongreen
- David Knudsen – Thomas Heie, konsul
- Henry Gleditsch – Morten Gribb, journalist
- Harriet Paulsen – Kathleen Wilson
- Arne Svendsen – Vaaler, direktör
- Bergljot Vedène – Madam Carena, rysk ballerina
- Sverre Arnesen – pokerspelare
- Lizzie Florelius – Anna Palme
- Arthur Barking – portieren på hotellet
- Kaare Knudsen – Knut
- Sonja Henie – kvinna